# Cratere Eurydice
Eurydice  è un cratere sulla superficie di Eros.